# Registerware
Registerware se refiere a un software de computadora el cual requiere que el usuario proporcione información personal a través de registro para descargar o usar el programa. Un ejemplo de registerware es Avast! home edition, el cual es distribuido gratuitamente, pero requiere que el usuario se registre para usar el software.
También el programa de modelado 3D [Gmax] requiere registrarse antes de poder instalarlo, aunque la descarga no lo requiere.